# Браунс (Илиноис)
Браунс (енгл. Browns) град је у америчкој савезној држави Илиноис.

## Демографија
По попису из 2010. године број становника је 134, што је 41 (-23,4%) становника мање него 2000. године.
| Група             | 2000.       | 2010.       |
| Белци             | 167 (95,4%) | 130 (97,0%) |
| Афроамериканци    | 1 (0,6%)    | 1 (0,7%)    |
| Азијати           | 3 (1,7%)    | 1 (0,7%)    |
| Хиспаноамериканци | 3 (1,7%)    | 0 (0,0%)    |
| Укупно            | 175         | 134         |